# Озирна
Ози́рна (укр. Озірна) — село в Звенигородском районе Черкасской области Украины.
Село находится в 5 километрах в северо-западном направлении от районного центра и в 23 километрах от железнодорожной станции. Через село проходит автотрасса Черкассы — Умань и узкоколейная железная дорога Звенигородка — Бужанка.

## История
Село известно с 17 столетия. По преданию, название села происходит от названия места, где стояла сторожевая башня со стражей. Это были дозорные, которые постоянно осматривали местность, а при появлении врагов оповещали людей об опасности. Таким образом, Озирна — это место, с которого осматривают прилегающие земли. По второй версии, название происходит от 13 озер в урочище Озирна. Еще по одной версии, название происходит от фамилии первого поселенца Тимура Озирного.
В 1778 году в селе построена деревянная Свято-Покровская церковь. В 1830 году здесь начала действовать одноклассная церковно-приходская школа с двухгодичным сроком обучения. С 1887 года введен четырехлетний срок обучения на русском языке.
С 1900 года в селе работал фельдшер. Во времена столыпинской реформы в селе проживало более 2 000 человек, здесь возникло несколько новых хуторов.
В 1917 году создан сельский совет, от которой несколько депутатов было в Неморозской волости. С июля 1920 года в селе действовал комитет бедноты. В 1924 году был открыт сельский клуб и три магазина.
В 1929 году в селе создано три товарищества совместной обработки земли: «Шаг вперед», им. Шевченко и им. Петровского, — которые в 1930 году объединились в колхоз им. Петровского. В 1932 году создана машинно-тракторная станция. С 30-х по 70-е годы мимо села проходила узкоколейная железная дорога, которая соединяла станцию Звенигородка и село Бужанка.
В 1965 году на базе колхозов им. Петровского и «Прогресс» (Неморож) создан колхоз им. Мичурина с центральной усадьбой в Озирний. За ним было закреплено 4,8 тысяч га сельскохозяйственных угодий, в том числе 4 тысячи гектаров пахотной земли. Хозяйство выращивало зерновые культуры и сахарную свеклу. Вспомогательными отраслями были огородничество, садоводство, рыбоводство, пчеловодство.
На территории села находились отделения Звенигородского районного объединения «Сельхозтехники», государственная племенная станция искусственного осеменения животных, метеорологическая станция. Также работали восьмилетняя школа, клуб, библиотека с фондом 5 тыс. книг, фельдшерско-акушерский пункт, мастерская пошива одежды.
В июле 1995 года Кабинет министров Украины утвердил решение о приватизации находившегося здесь племенного предприятия.
Население по переписи 2001 года составляло 1209 человек.

## Современность
На сегодня на территории села функционируют фельдшерско-акушерский пункт, библиотека, отделение связи, 5 магазинов; действуют метеорологическая станция, ООО «Звенигородское племпредприятие», ЧП «Урос», ЧП «Сервис-лан», СООО МТС «Морал», Инвестиционная компания «Агросоюз-РП», ООО «Агропромэнерго», ООО НПФ «Урожай», 6 фермерских хозяйств. В селе возрождена Свято-Покровская церковь. Восстановлен Детский Сад "Солнышко".

## Местный совет
20226, Черкасская обл., Звенигородский р-н, с. Озирна